# Piaski (Promnik)
Piaski – część wsi Promnik w Polsce, położona w województwie świętokrzyskim, w powiecie kieleckim, w gminie Strawczyn.
W latach 1975–1998 Piaski administracyjnie należały do województwa kieleckiego.